# 由良川 (鳥取県)
由良川（ゆらがわ）は、鳥取県東伯郡北栄町の市街地を貫流して日本海に流入する二級河川である。

## 地理
大山山麓の西高尾川から西高尾ダムで流量調整を行い、倉吉市側から円城寺川が合流し、天神川から疏水された北条川の支川を合わせ日本海に流入する。
上中流部は安山岩の上に大山火山の凝灰岩の礫岩が広く分布し、丘陵が形成され、下流部には沖積層、河口部は砂丘が形成されている。

## 治水の歴史
由良川河口付近は海抜が低く、河川が逆流したり、砂丘の発達により河口がふさがれるなどの水害が続いていた。
- 島地区（円城寺川合流点付近）に島池という湖があり、そこから小さな流れが海に注いでいたと考えられている。
- 1538年（天文7年）現在の川筋ができたと言われている。
- 1719年（享保4年）に、鳥取藩が藩の倉庫と船着き場を設け、年貢米等の番所として開発し由良宿として栄えた。
- 1863年（文久3年）に、由良川河口部に由良台場（国の史跡）が築造され、計８門の大砲が設けられた。
- 1987年（昭和62年）に、台風19号が発生し、北栄町（当時の北条町と大栄町）の平地部がほとんど浸水し、被害総額約10億円にのぼるこの河川における観測史上最大の洪水被害を受けた。[1]

## 流域の自治体
東伯郡北栄町・琴浦町・倉吉市

## 鉄道・道路

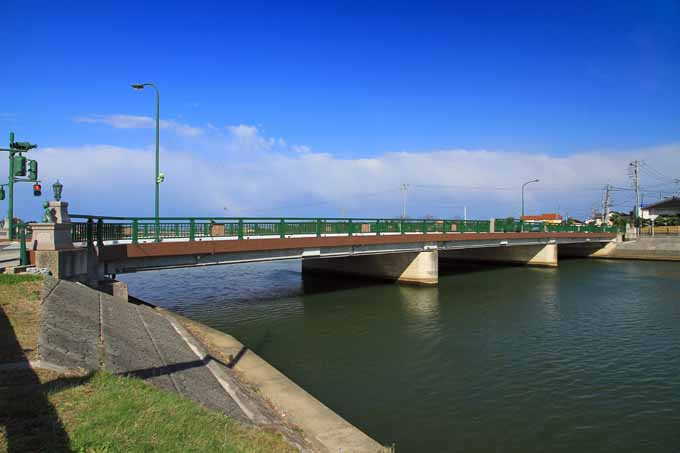
鳥取県道167号コナン大橋

- 国道9号（横断）
- 鳥取県道167号由良停車場線（横断）
- 山陰本線（北条川に並行）
- 鳥取県道23号倉吉由良線（並行）
- 北条湯原道路（北条川を横断）